# Römisches Jahrbuch der Bibliotheca Hertziana
Das Römische Jahrbuch der Bibliotheca Hertziana ist eine bedeutsame Fachzeitschrift für Kunsthistoriker. Die ersten beiden Bände des 1937 gegründeten, heute vom Hirmer Verlag gedruckten Jahrbuchs erschienen unter dem Titel Kunstgeschichtliches Jahrbuch der Bibliotheca Hertziana, die folgenden Bände wurden bis 1988 unter dem Namen Römisches Jahrbuch für Kunstgeschichte publiziert. Herausgegeben wird die Zeitschrift, die sich der italienischen Kunst von der Antike bis zum Barock widmet, von der Bibliotheca Hertziana in Rom. Verantwortlicher Redakteur war bis vor Anfang 2015 Julian Kliemann, seitdem wird die Redaktion von Susanne Kubersky-Piredda betreut.